# Saskia Valencia
Saskia Valencia, all'anagrafe Saskia Gehrke (Rostock, 21 luglio 1964), è un'attrice e conduttrice televisiva tedesca.

## Biografia
Attrice attiva prevalentemente in campo televisivo, è nota al pubblico soprattutto per i ruoli di Saskia Rother nella soap opera Gute Zeiten, schlechte Zeiten (1993-1996), di Maren Waldner nella serie televisiva Il nostro amico Charly (Unser Charly, 2003-2008) e di Katja Meissner nella soap opera My Life (Rote Rosen, 2011- 2012).
È l'ex-compagna dell'attore Helmut Zierl, con il quale ha convissuto a Lütjensee, nello Schleswig-Holstein.

## Filmografia parziale

### Cinema
- Friedrich und der verzauberte Einbrecher (1997)

### Televisione
- Gute Zeiten, schlechte Zeiten – serial TV (1993-1996)
- OP ruft Dr. Bruckner - Die besten Ärzte Deutschlands – serie TV, 1 episodio (1996)
- Heiß und kalt – film TV (1997)
- Trügerische Nähe – film TV (1997)
- Il commissario Quandt (Ein Mord für Quandt) – serie TV, 1 episodio (1997)
- Guardia costiera (Küstenwache) – serie TV, 11 episodi (1997-2009)
- Gigolo - Bei Anruf Liebe – film TV (1998)
- Polizeiruf 110 – serie TV, 1 episodio (1999)
- Medicopter 117 - Jedes Leben zählt – serie TV (1999)
- Klinik unter Palmen – serie TV (2001)
- Der Bestseller - Millionencoup auf Gran Canaria – film TV (2001)
- Tierarzt Dr. Engel – serie TV, 1 episodio (2001)
- 1000 Meilen für die Liebe – film TV (2001)
- Unser Papa - das Genie – film TV (2002)
- Rosamunde Pilcher - Kinder des Glücks – film TV (2002)
- Il commissario Rex – serie TV, 1 episodio (2003)
- Il nostro amico Charly (Unser Charly) – serie TV (2003-2008)
- La nave dei sogni (Das Traumschiff) – serie TV, 1 episodio (2004)
- Dream Hotel (Das Traumhotel) – serie TV, 2 episodi (2004-2008)
- Mama und der Millionär – film TV (2005)
- Hilfe, meine Tochter heiratet – film TV (2006)
- Inga Lindström – serie TV, 1 episodio (2008)
- Der Bergdoktor – serie TV, 1 episodio (2010)
- La clinica tra i monti (Die Alpenklinik) – serie TV (2010)
- In aller Freundschaft – serie TV, 1 episodio (2010)
- My Life (Rote Rosen) – serial TV, 200 puntate (2011-2012)
- Tempesta d'amore (Sturm der Liebe) – serial TV, 18 puntate (2016)
- Rosamunde Pilcher - Un piacevole imprevisto (Rosamunde Pilcher – Wie von einem anderen Stern), regia di Marco Serafini – film TV (2017)

## Programmi televisivi (Lista parziale)
- Gute Zeiten, schlechte Zeiten: Die Show (1998)
- DAS! (4 puntate; 2001; 2003; 2006; 2008)
- Die Johannes B. Kerner Show (3 puntate, 2003; 2006; 2008)
- Casting About (2005)
- Riverboat - Die MDR-Talkshow aus Leipzig (2005)
- Das perfekte Promi-Dinner (2 puntate; 2006 e 2010)

## Doppiatrici italiane
- Antonella Rinaldi ne Il nostro amico Charly
- Patrizia Scianca in Tempesta d'amore
- Eleonora De Angelis in Rosamunde Pilcher - Un piacevole imprevisto